# Procés de Fogo
El procés de Fogo fou un projecte de producció filmogràfica comunitària que es va iniciar als anys 60 a l'illa de Fogo, al Canadà.
Aquest procés va sorgir a partir de "Challenge for Change" (o "Repte pel Canvi"), un programa impulsat pel Consell Nacional de Cinema que buscava promoure el canvi social a través del cinema. Així, l'illa de Fogo va resultar ser la ubicació perfecta per dur a terme el projecte, ja que comptava amb una població empobrida a causa de la davallada de la pesca com a activitat comercial (de la qual l'economia era primàriament dependent); davant aquesta situació, el Govern havia decidit relocalitzar aquelles famílies que no poguessin mantenir-se a través de la pesca. A més, en una localitat amb menys de 5.000 habitants, la comunicació entre les diferents comunitats era escassa i, per tant, no existia una visió global dels problemes que tothom patia de manera generalitzada.
Es van filmar un total de 27 'films' com a part del projecte, els quals van ser projectats als residents de l'illa. Havent assolit el seu objectiu principal, el procés va aconseguir unificar la comunitat de Fogo, i va tenir lloc un esforç col·lectiu per millorar l'economia i la qualitat de vida a l'illa.
Tot i que el Procés Fogo no va rebre una atenció acadèmica profunda fins a mitjans de la dècada de 1990, es va exportar a altres regions del món, com els Estats Units, l'Àfrica i l'Àsia, sota l'assessorament de Don Snowden, responsable del programa d'extensió. Snowden va assenyalar que el Procés Fogo no va ser una experiència perfectament planificada, sinó un experiment que va descobrir el seu propi camí de desenvolupament al llarg de la implementació. Aquest llegat destaca la importància d'integrar la tecnologia a la vida quotidiana per abordar la "pobresa d'informació" i fomentar el canvi social, a més de plantejar preguntes sobre el paper dels mitjans en la formació d'estructures polítiques col·lectives a la societat actual.